# Кристиян Кахлина
Кристиян Кахлина (на сърбохърватски език – Kristijan Kahlina) е хърватски професионален футболист, вратар, състезател на американския Шарлът.

## Кариера
Привлечен е в тима на Лудогорец, след като в тима пристига старши треньора Валдас Дамбраускас, с който Кахлина работи докато са заедно в хърватския тим на НХК Горица.